# Ulster University
Ulster University este o universitate publică britanică din Irlanda de Nord. A fost creată în 1984 prin fuziunea mai multor instituții de învățământ superior situate în Belfast, Coleraine, Derry și Jordanstown.

## Facultăți
Universitatea are următoarele facultăți:
- Facultatea de Arte
- Facultatea de Arte, Design și Reconstrucția mediului
- Facultatea de Inginerie și Știința Calculatoarelor
- Facultatea de Științe Sociale
- Facultatea de Științe ale Vieții și Sănătății
- Ulster Business School

## Legături externe
- en Site oficial Arhivat în 15 august 2024, la Wayback Machine.
- en Students' Union Website